# Каммерфорст
Каммерфорст (нім. Kammerforst) — громада в Німеччині, розташована в землі Тюрингія. Входить до складу району Унструт-Гайніх. Складова частина об'єднання громад =-Лаге-==.
Площа — 16,92 км2. Населення становить 816 ос. (станом на 31 грудня 2021).